# 村山等安
村山等安（？—1619年12月1日），日本人，為天主教徒（吉利支丹），於16世紀末至17世紀初之間在日本長崎擔任過代官一職。文獻上也有記載為「東安」「東庵」「等庵」等名。日本元和年間，曾派軍打算進攻高砂國（臺灣），途中遭遇暴雨未成，但其船隊卻改去侵擾了明朝東南海域。

## 生平

### 前期
村山等安出身日本尾張國（今愛知縣清須市），其他還有出身自安藝、博多等說法，具體為何則不明，而出生年代亦不明。天正年間（1573－1592年）流浪到了長崎，住在金屋町。頗有才智，辯才無礙，而且據說也多少懂一些葡萄牙語。他成為長崎町眾的一員並成為朱印船貿易商，受到末次平藏之父末次興善等人的協助，經營當時貴重的呂宋壺（在菲律賓呂宋島燒製的陶器。作為茶器相當貴重。）貿易而賺取了資產。此外，由於受過耶穌會教士的洗禮而有安東（Antaô，又作「安東尼奧（Antonio）」）的洗禮名。

### 擔任長崎代官
文祿元年（1592年），村山等安於文祿之役（即「朝鮮之役」）之際曾謁見在名護屋城坐鎮的豐臣秀吉，獻上長崎25貫的地子銀（一種與土地有關的經濟租），而作為回報，村山等安希望能擔任管理御免地（免繳「地子」的特別地區）以外之直轄地的長崎代官職務，豐臣秀吉則應允了其請求。而豐臣秀吉又根據他的洗禮名「Antaô」而賜與「等安」之名，之後命他改用此名。
豐臣秀吉去世之後，外町（御免地稱作「内町」，在這之外的地便稱為「外町」）也仍為擔任代官的村山等安所支配。此外村山等安與天主教道明會的往來也相當密切，他的其中弗朗西斯科等安被任命為道明會長崎教區的司祭。
慶長八年（1603年），由於和葡萄牙人的生絲貿易發生糾紛，長崎奉行寺澤廣高撤換。慶長九年（1604年）的正月，村山等安與耶穌會的陸若漢（葡萄牙語：João “Tçuzu” Rodrigues）神父一同謁見在伏見的德川家康，請求追認由他繼續擔任長崎代官一職之事。
在這之後，村山等安擴大了朱印船貿易規模，除了呂宋壺之外也從事生絲、金條、黃金、鉛、水銀等等的貿易，而在對島津藩與鍋島藩的融資也累積了不少財富。

### 攻打臺灣
元和二年（1616年），村山等安在得到去年（1615年）七月德川家康所發的「高砂國渡船朱印狀」後，得到德川幕府的指示向高砂國用兵。德川幕府希望在高砂國建立供應絲綢的貿易中繼點，不需要再經過葡萄牙人從馬尼拉或澳門轉口。為了征討臺灣（高砂國）而派遣由次男村山秋安擔任司令官的船團出航。這項計畫在前一年（1615年）準備期間被琉球國尚寧王知道後，他派遣通事蔡廛通知明朝，福建巡撫黃承玄為此於萬曆四十四年（1616年）上疏朝廷並提拔都司沈有容擔任福建水師提督。
村山秋安所率領的三千多人、13艘船組成的船團在1616年5月4日從長崎出發，卻在琉球遇到颱風而潰散，其中村山等安所率的三艘船漂到了交趾（今越南），隔年7月才回到長崎。不過船團中由部將明石道友所率的三艘船則抵達臺灣北部，其中一艘船上面的一、兩百人在登陸後被原住民包圍，全數被迫自殺，另外兩艘船後來逃到福建北邊海域的麂山、礵山、東湧（今馬祖列島的東引島）等地，攻擊所遇船隻，而偵察情況的官員董伯起也被擄回日本。另外七艘船在琉球整修後進攻金門料羅，後攻寧德大金堡，之後經過澎湖到臺灣竹塹港後又轉攻浙江，其中一艘在海門殺害明兵14人，抓走官員11人與搶劫一艘大船等後，遭到明將沈有容擊沉。另外有兩艘船在浙江寧波府與明朝軍隊交戰後逃走，有兩艘船在攻擊台州府大陳時遭到明軍四十多艘船追擊，最後明朝軍隊在溫州府海面打算用火攻，結果反而燒到明軍自身，那兩艘船則趁機逃走。
萬曆四十五年（1617年）時明石道友將董伯起送回福建且攜帶禮物，想恢復與明朝的通商，但遭到沈有容質問其攻擊行徑，並表示：「汝若戀居東番，則我寸板不許過海，寸絲難望過番。」，最後明石一行人被發放回日本。

### 判刑斬首
亞維拉·希倫（Avila Giron）的《日本王國記》一書中寫說，村山等安有許多的妾，因此與妻子不和，此外還殺了許多人。據說此時在長崎奉行長谷川左兵衛的調停下，村山等安好不容易才與兒子們和解。
不過，由於長崎領導階級的領袖集團與新興商人們之間發生衝突，在元和四年（1618年）被末次平藏控訴，而因為他擁護吉利支丹之事且據說與大坂方面有往來的嫌疑，而在元和五年（1619年）被幕府定罪，十月二十六日於江戶斬首，族人也在長崎被處刑。而在村山等安死後，長崎代官一職便由與他發生糾紛的末次平藏政直繼任。
而所謂與大坂方往來的嫌疑，是指大坂夏之陣時，等安派一個兒子將石火矢與彈藥送入大坂城協助浪人之事。此外據說在吉利支丹中擔任道明會司祭的三男弗朗西斯科等安被判了流罪，秘密在長崎港外的高鉾島下船，之後在豐臣一方的幫助下被送到他處。這件事據說是村山等安的廚師三九郎告訴平藏政直的，而三九郎則是因為自己的女兒被村山等安親手殺死而懷恨在心，遂將此洩漏給政直知道。

## 腳註
1. ↑  小島幸枝《長崎代官 村山等安 その愛と受難》 聖母文庫、聖母の騎士社
2. ↑  《長崎県大百科事典》一書中有出生於永祿九年（1566年），當時名為伊藤小七郎的說法。
3. ↑  《長崎縁起略》中記載說，他年輕時有作過「南蠻菓子」（指安土桃山時代從外國引進的糖果糕點）。
4. ↑  唐津城主寺澤廣高於同年任命為長崎奉行。
5. ↑  Boxer, p. 274.
6. ↑  耶穌會日本準管區長フランシスコ·パシオ神父在他1603年10月3日所寫的信則是1603年的正月。
7. ↑  Boxer, p. 298.
8. 1 2 3 4 5 6  湯錦台. . 貓頭鷹出版社. 2001年12月: 66、67. ISBN 957-469-748-7.
9. ↑  臺灣史料集成——黃承玄〈為飛報琉球船隻事〉[永久]
10. ↑  臺灣史料集成——黃承玄〈為添設標遊咨求宿將乞恩即准推用以便責成以重海防事〉[永久]
11. ↑  臺灣史料集成——黃承玄〈為飛報倭船事〉[永久]
12. ↑  《長崎縁起略》、《長崎港草》。